# (21558) Alisonliu
(21558) Alisonliu (1998 QW77) – planetoida z pasa głównego asteroid okrążająca Słońce w ciągu 4,37 lat w średniej odległości 2,67 j.a. Odkryta 24 sierpnia 1998 roku.